# Супербоул XXXII
Супербоул XXXII (англ. Super Bowl XXXII) — тридцать второй Супербоул. Решающая игра НФЛ. Матч Американской Футбольной Конференции (АФК) и Национальной Футбольной Конференции (НФК). Матч прошел 25 января 1998 года. В матче играли Грин-Бэй Пэкерс от НФК и Денвер Бронкос от АФК. Денвер победил 31-24.

## Трансляция
В США игру транслировал NBC. После этой игры NBC не транслировали матчи НФЛ до 2006 года.

## Ход матча
ПЕРВАЯ ПОЛОВИНА
В начале первой четверти матча, Грин-Бэй, оформили тачдаун на 22 ярда. За пять минут, уже Денвер, заносит тачдаун. Счет в матче к концу первой четверти был 7-7. Денвер смог сделать тачдаун через пять секунд после того как вторая четверть началась. Через две с половиной минуты, Денвер, забьет филд гол. Дистанция удара(филд гола Денвера) составит 51 ярд. Это второй по длине удар в истории Супербоула. Затем обменявшись владениями, Грин-Бэй, смог забить филд гол, с двенадцатью секундами оставшимися в половине. К перерыву счет будет 17-14 в пользу Денвера.
ВТОРАЯ ПОЛОВИНА
Через три минуты после начала второй половины 27-ярдовый филд гол Грин-Бэй сравнивает счет. Следующий раз команды наберут очки только за 34 секунды до конца третьей четверти. Денвер сможет сделать тачдаун, с помощью 92-ярдового прохождение по полю, за 7:12, и используя только 13 розыгрышей. В начале четвёртой четверти Грин-Бэй сделает тачдаун и третий раз в матче счет будет равный 24-24. За полторы минуты до финала, Денвер сделает тачдаун. Грин-Бэй попытались сравнять счет. За 1:04 до конца, Грин-Бэй, смог дойти до 35-ярдовой линии «Бронкос». Два неудачных прохода оставили, Грин-Бэй, только 37 секундами. На третьем дауне и шести ярдах до первого, игрок Грин-Бэй поймал мяч, но после удара от соперника мяч вылетел из его рук. За 32 секунды «Пэкерс» сыграли пас, но игрок защиты рукой заблокировал полет мяча, который упал не пойманным. Квотербек Денвера сел на колено и игра закончилась.
Супербоул XXXII: Денвер Бронкос 31, Грин-Бэй Пэкерс 24
|               | 1 | 2  | 3 | 4 | Финал |
| ------------- | - | -- | - | - | ----- |
| Пэкерс (НФК)  | 7 | 7  | 3 | 7 | 24    |
| Бронкос (АФК) | 7 | 10 | 7 | 7 | 31    |

на стадионе Qualcomm , Сан-Диего, штат Калифорния
- Дата : 25 января 1998 года
- Погода в игре : 19 °C (67℉), солнечно

DEN-Денвер, GB-Грин-Бэй, ЭП-Экстрапоинт
■ Первая четверть:
- 10:58-GB-22-ярдовый тачдаун+ЭП, Грин-Бэй повел 7:0

- 5:39-DEN-1-ярдовый тачдаун+ЭП, ничья 7:7

■ Вторая четверть:
- 14:55-DEN-1-ярдовый тачдаун+ЭП, Денвер повел 14:7
- 12:21-DEN-51-ярдовый филд гол, Денвер ведет 17:7
- 0:12-GB-6-ярдовый тачдаун+ЭП, Денвер ведет 17:14

■ Третья четверть:
- 11:59-GB-27-ярдовый тачдаун+ЭП, ничья 17:17
- 0:34-DEN-1-ярдовый тачдаун+ЭП, Денвер повел 24-17

■ Четвёртая четверть:
- 13:32-GB-13-ярдовый тачдаун+ЭП, ничья 24-24
- 1:45-DEN-1-ярдовый тачдаун+ЭП, Денвер повел 31-24